# La Bataille navale à Hawaï et au large de la Malaisie
Pour plus de détails, voir Fiche technique et Distribution.
La Bataille navale à Hawaï et au large de la Malaisie (ハワイ・マレー沖海戦, Hawai Marē oki kaisen, aussi titré Les Volontaires de la mort) est un film japonais réalisé par Kajirō Yamamoto et sorti en 1942. Ce film est le premier d'une trilogie que le réalisateur consacre à l'aéronavale japonaise, les deux volets suivants sont L’Escadrille des faucons de Katō (加藤隼戦闘隊, Katō hayabusa sentō-tai, 1944) et En avant les escadrons de torpilleurs ! (雷撃隊出動, Raigekitai shutsudō, 1944).

## Synopsis
Japon, été 1936. Yoshikazu Tomoda et Tadaaki Tachibana sont tous les deux originaires du même village. Tadaaki est élève pilote dans l'aéronavale, Yoshikazu le convainc de persuader sa mère de le laisser lui aussi s'engager dans l'aéronavale. Dès lors, Yoshikazu Tomoda suit un long et éprouvant entraînement pour devenir pilote et se forger le caractère. Après plusieurs années d'efforts et d'abnégation, Yoshikazu est devenu un pilote confirmé. À l’automne 1941, il embarque à bord du Akagi, navire de la flotte qui prend une direction inconnue. Quelques jours plus tard, l'équipage réuni sur le pont du bateau et lecture lui est donné de l'objectif de la mission : la flotte se dirige en direction d'Hawaï afin de couler la flotte américaine du Pacifique. Le 7 décembre 1941, il s'envole du porte-avions lors de l'attaque surprise de Pearl Harbor. De son côté, Tadaaki, lui aussi pilote, participe au large de la côte est de la Malaisie à l'attaque qui voit le cuirassé britannique HMS Prince of Wales et le croiseur de bataille HMS Repulse coulés par les bombardiers japonais.

## Fiche technique
- Titre original : ハワイ・マレー沖海戦 (Hawai Marē oki kaisen?)

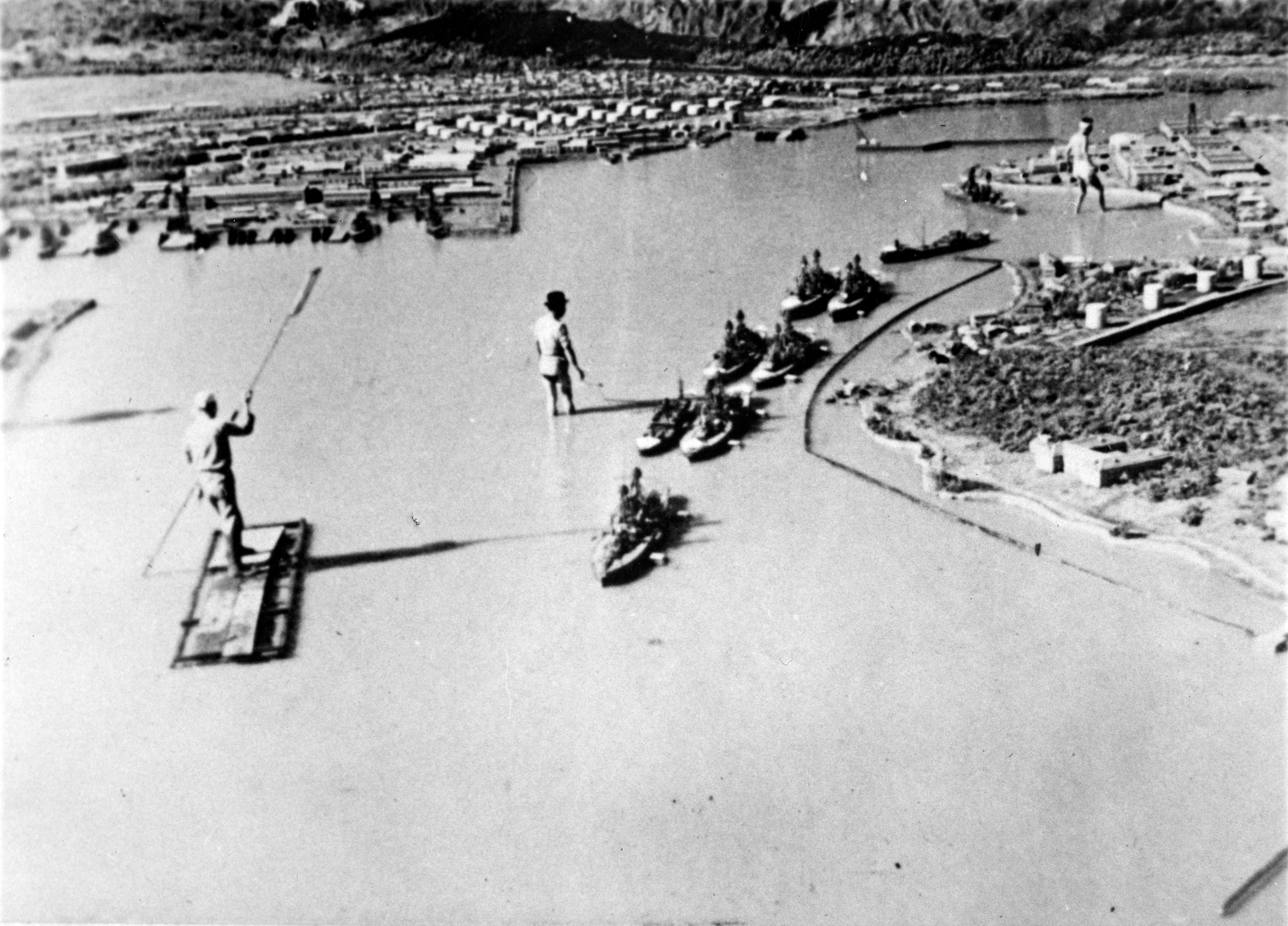
Maquette de la base navale américaine de Pearl Harbor à Hawaï utilisée lors du tournage du film.

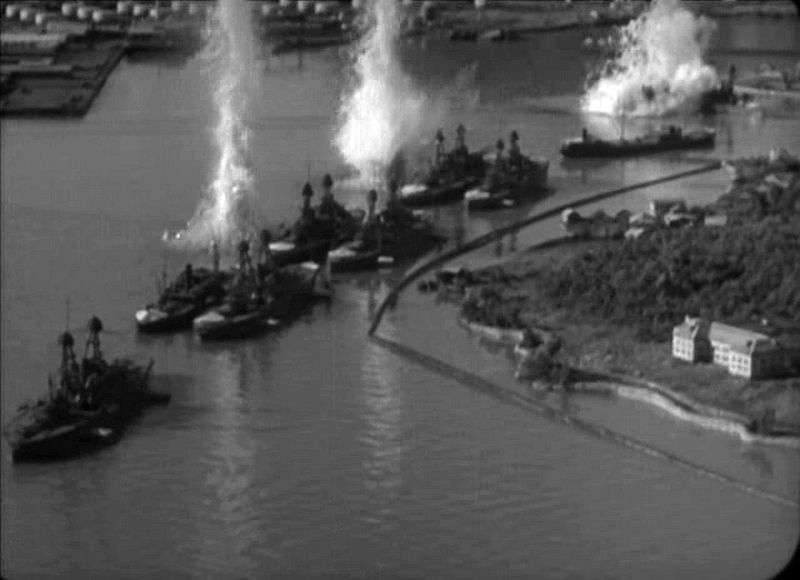
Scène du film.

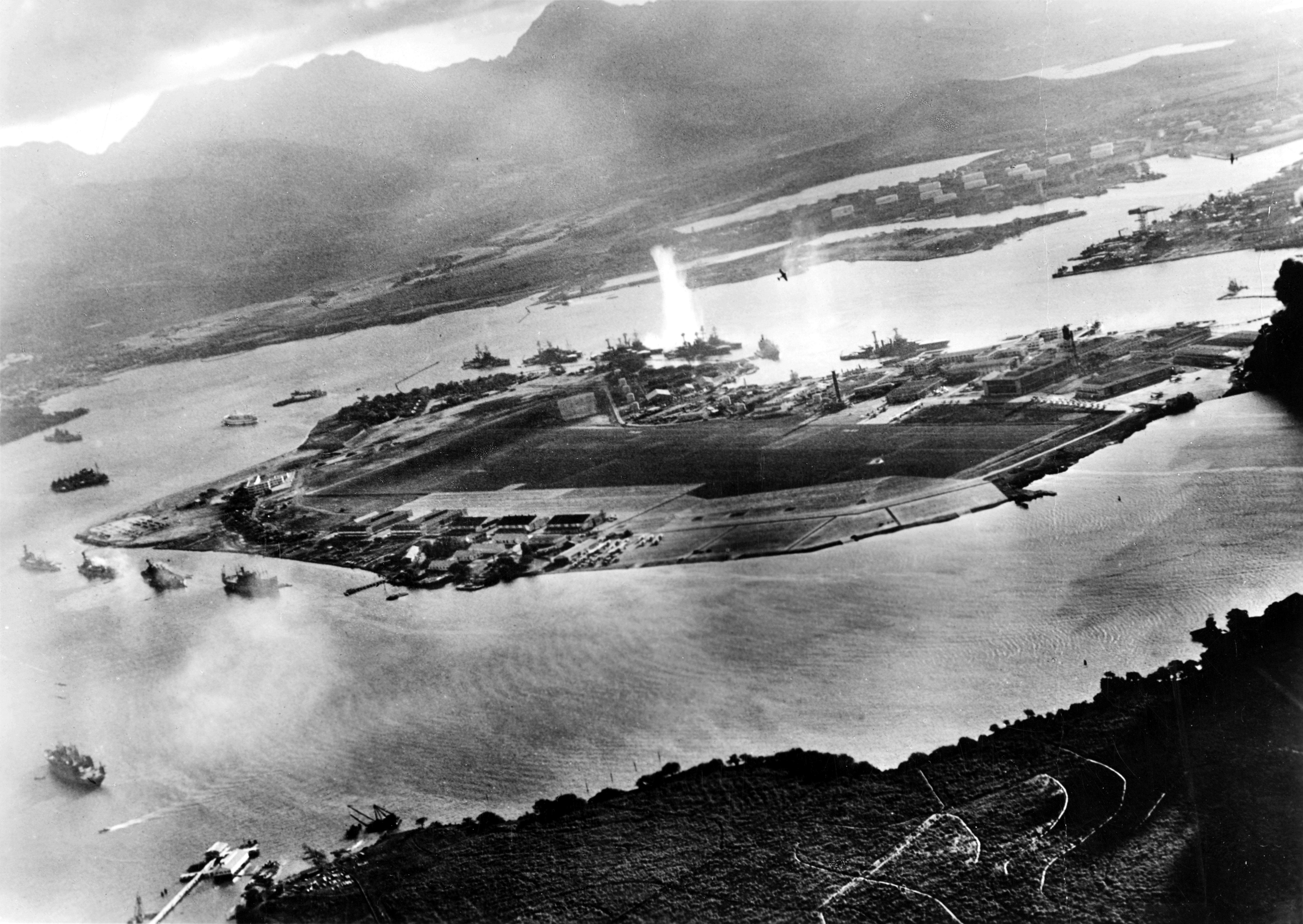
Vue aérienne réelle, prise par un pilote japonais lors de l'attaque de Pearl Harbor.

- Titre français : La Bataille navale à Hawaï et au large de la Malaisie[2]
- Titre français alternatif : Les Volontaires de la mort[3]
- Titre anglais : The War at Sea from Hawaii to Malaysia[4]
- Réalisation : Kajirō Yamamoto
- Assistant-réalisateur : Motoyoshi Oda
- Scénario : Kajirō Yamamoto et Kenta Yamazaki
- Photographie : Akira Mimura (ja)
- Montage : Fusao Hata
- Effets spéciaux : Eiji Tsuburaya[5]
- Producteur : Nobuyoshi Morita
- Musique : Seiichi Suzuki
- Direction artistique : Takashi Matsuyama
- Société de production : Tōhō
- Pays d'origine :  Empire du Japon
- Langue originale : japonais
- Format : noir et blanc - 1,37:1 - 35 mm - Son mono
- Genre : film de guerre - drame - film de propagande
- Durée : 117 minutes[6] (métrage : 11 bobines - 3 197 m[6])
- Dates de sortie :
  - Empire du Japon : 3 décembre 1942[6]
  - France : 14 juin 1944[3]

## Distribution
- Kaoru Itō (ja) : Yoshikazu Tomoda
- Yuriko Hanabusa : Tsune Tomoda, la mère de Yoshikazu
- Setsuko Hara : Kikuko Tomoda, la sœur aînée de Yoshikazu
- Teruko Katō : Umeko Tomoda, la sœur cadette de Yoshikazu
- Akira Nakamura (ja) : Tadaaki Tachibana
- Yō Shiomi (ja) : Shūemon, le père de Tadaaki
- Chieko Inoue : Shizu, la mère de Tadaaki
- Tokiichirō Ōsaki : Shumei, le frère de Tadaaki
- Kumeko Otowa (ja) : la sœur aînée de Tadaaki
- Susumu Fujita : Yamashita
- Denjirō Ōkōchi : Satake
- Yatarō Kurokawa : Moribe
- Eitarō Shindō : Kurimoto

## Récompense
- 1943 : Prix Kinema Junpō du meilleur film japonais de l'année 1942[4]

## Autour du film
La Bataille navale à Hawaï et au large de la Malaisie est une commande du ministère de la Marine auprès de la Tōhō pour célébrer le premier anniversaire du succès de l'attaque surprise de Pearl Harbor, le 7 décembre 1941, et de la destruction le 10 décembre 1941 d'une partie de la flotte britannique au large de la Malaisie.
Au début de sa carrière, Kajirō Yamamoto est un réalisateur de films à l'américaine, avec une grande connaissance de la culture occidentale et un tempérament pacifiste. Pourtant, lorsqu'il est désigné pour réaliser La Bataille navale à Hawaï et au large de la Malaisie, il y met tout son art et en fait l'un des meilleurs film du genre. Ce film est le premier d'une trilogie à la gloire de l'aéronavale, les deux volets suivants sont L’Escadrille des faucons de Katō (加藤隼戦闘隊, Katō hayabusa sentō-tai, 1944) et En avant les escadrons de torpilleurs ! (雷撃隊出動, Raigekitai shutsudō, 1944).
Kajirō Yamamoto tourne La Bataille navale à Hawaï et au large de la Malaisie dans un style proche du documentaire afin d'y montrer l'entraînement au quotidien de très jeunes soldats aviateurs, les prises de vue du caméraman Eiji Tsuburaya dans des décors reconstitués en miniature donnent d'excellentes scènes de bataille. Le réalisme obtenu est si saisissant qu'après la guerre, les forces d'occupation américaines ont pris certaines d'entre elles pour des images d'archives (Frank Capra utilisera même des images du film dans la série documentaire Pourquoi nous combattons (Why We Fight)). Pour ce faire, le film a bénéficié du soutien logistique et financier du ministère de la Marine, son budget est dix fois supérieur à celui de la moyenne des films de l'époque. Le tournage a lieu entre juillet et novembre 1942.
Au Japon, le film sort le 3 décembre 1942, quelques jours avant la date anniversaire de l'attaque de Pearl Harbor. En France, il sort en salles sur les écrans parisiens durant l'Occupation en juin 1944 sous le titre Les Volontaires de la mort,.
Des années plus tard, lorsque La Bataille navale à Hawaï et au large de la Malaisie est projeté en 1968, Kajirō Yamamoto fait part de sa peine d'avoir réalisé ce film, il déclare : « Quand je pense qu'il y a des gens qui disent : « S'il n'y avait pas eu ce film, mon fils ne serait pas allé à l'école des pilotes et ne serait pas parti se faire tuer ». Si j'étais écrivain, je briserais ma plume. D'ailleurs, je suis resté longtemps sans faire tourner une caméra ».